# Eskrima

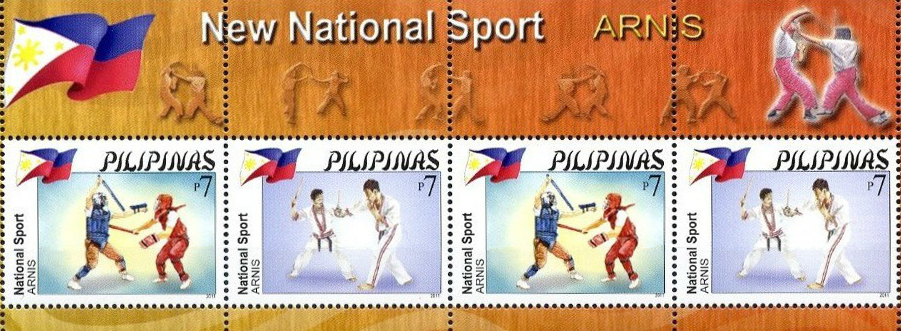
Eskrima na poštovní známce

Eskrima je filipínské bojové umění pro veřejnost zvláště charakterizované bojem se zbraněmi tyčí (mečem, mačetou) a nožem. Ovšem neméně účinné zůstává i jako boj beze zbraně. Eskrimu je potřeba chápat jako princip bojových technik a reakcí, který lze aplikovat za použití jakýchkoliv předmětů k vlastní sebeobraně (př. hůl, deštník, tužka,  apod.)
K pojmenování stylu se užívá též termínů Arnis de mano nebo Kali.

## Filípínská bojová umění vČesku
První veřejnou školu FMA v Česku otevřel na jaře roku 1990 Ivan Rzounek v Praze, který studoval "Inosanto Kali" a "Latosa Escrima" v zahraničí. Latosa Escrima je poměrně známá především díky jejímu částečnému zařazení do výuky škol zabývajících se Wing Tsun, kde jde však o značně modifikovanou verzi původních stylů. Latosa Escrima je nyní v Česku vyučována výhradně ve školách Czech WingTsun Association. Kromě toho existují v Česku i školy výhradně zaměřené na eskrimu, jako například škola Combat Serrada Escrima Czech Republic, škola Dipenshi vyučující Pekiti-Tirsia Kali, nebo škola Modern Arnis.
Upravená Latosa Eskrima se vyučuje také v organizaci AVSE, kde je však styl znám pod názvem Skirmen, a vyučuje se společně s čínským bojovým uměním Wing Chun.